# Municipio de Santo Domingo Albarradas
Santo Domingo Albarradas es uno de los 570 municipios que conforman al estado mexicano de Oaxaca. Pertenece al distrito de Tlacolula, dentro de la región valles centrales. Su cabecera es la localidad de Santo Domingo Albarradas.

## Geografía
El municipio abarca 90.08 km² y se encuentra a una altitud promedio de 1480 m s. n. m.

## Demografía
De acuerdo al último censo, realizado por el INEGI en 2010, en el municipio habitan 782 personas.

## Localidades
Dentro del municipio existen dos localidades.

### Santo Domingo Albarradas
Es la cabecera del municipio y la localidad más poblada con 778 habitantes. Fue fundada en 1423 y en 1517 fueron expedidos los títulos de propiedad del lugar.

### Excampo de aviación
Es la segunda localidad del municipio, es poblada por 4 habitantes. En el censo de 1995 el lugar estaba deshabitado.